# Karnische Alpen
De Karnische Alpen is een bergketen in de Zuidelijke Kalkalpen en ligt in de regio's Oost-Tirol, Karinthië en Friuli. De hoogste top van de bergketen is die van de Monte Coglians op een hoogte van 2780 m. De lengte van de bergketen is circa 100 km. De naam is afgeleid van de oude Romeinse provincie Karnia.

## Toppen
De belangrijkste bergtoppen in de Karnische Alpen zijn: 
- Monte Coglians (2780 m)
- Kellerwand (2775 m)
- Cima dei Preti (2703 m)
- Monte Cavallo (2251 m)
- Monte Peralba (2694 m)
- Monte Cridola (2581 m)
- Monte Chiadenis (2459 m)

Een andere berg van naam in de Karnische Alpen is de Monte Crostis, waar in 2011 ophef ontstond of deze beklommen moest worden tijdens de Ronde van Italië.
Ook de Monte Zoncolan (Monte Çoncolan) (1735), bekend uit de Ronde van Italië (Giro) is een berg in de Karnische Alpen.